# Zacharo
Zacharo (Grieks: Ζαχάρω) is sedert 2011 een fusiegemeente (dimos) in de Griekse bestuurlijke regio (periferia) West-Griekenland.
De twee deelgemeenten (dimotiki enotita) van de fusiegemeente zijn:
- Figaleia (Φιγαλεία)
- Zacharo (Ζαχάρω)